# Розиц
Розиц (њем. Rositz) општина је у њемачкој савезној држави Тирингија. Једно је од 40 општинских средишта округа Алтенбургер Ланд. Према процјени из 2010. у општини је живјело 3.084 становника. Посједује регионалну шифру (AGS) 16077042.

## Географски и демографски подаци
Розиц се налази у савезној држави Тирингија у округу Алтенбургер Ланд. Општина се налази на надморској висини од 185 метара. Површина општине износи 12,6 km². У самом мјесту је, према процјени из 2010. године, живјело 3.084 становника. Просјечна густина становништва износи 244 становника/km².